# Десятоглав
Десятоглав, Библия Матвея Десятого, Супрасльский Сборник (бел. Дзесятаглаў, Біблія Мацвея Дзясятага, Супраслеўскі зборнік) — рукопись Библии, вышедшая в 1507 году в Супрасльском монастыре из-под руки М. И. Десятого.

## Состав
Состоит из 545 листов формата 30,7×19,5 см. На каждой странице по 35 строк текста.
Включает большую часть Ветхого Завета, весь Новый Завет, Месяцеслов и сведения об авторе «О написавшем книги сии».

## История создания
В Великом Княжестве Литовском идея составить посланный сборник Библии на славянском языке возникла у великого князя Александра II. Для этого в Вильно был приглашён опытный переписчик из Торопца Матвей. Работа над рукописью продолжалась в 1502—1507 годах и была закончена уже в Супрасле, где она и была оставлена.

## Судьба рукописи
В середине XIX века попала в библиотеку епископа Павла (Доброхотова), а оттуда — в руки академика В. И. Срезневского. В 1910 году вместе с собранием книг Срезневского попала в Библиотеку Петербургской Академии наук.